# Muslim ibn al-Hajjaj
Muslim ibn al-Ḥajjāj (de son nom complet : Abû al-Husayn Muslim ibn al-Hajjaj al-Quchayri an-Nisaburi), également appelé Muslim ou l'imam Muslim, né à Nichapur (Perse abbasside) vers 821 et mort dans la même ville le 6 mai 875 (abū al-ḥusayn muslim ben al-ḥajjāj al-qušayrī an-nīšābūrī, أبو الحسين مسلم بن الحجاج القشيري النيسابوري), est un auteur, muhaddith et érudit musulman arabe. Il est l'auteur du second des deux recueils de hadiths les plus sûrs de l'islam sunnite (après le Sahîh d'Al-Bukhârî), intitulé L'abrégé de l'authentique de Muslim ou, plus fréquemment, le Sahîh Muslim. Il voyage en Irak, dans la péninsule arabique, en Égypte et en Syrie. Au cours de ses voyages, il recueille les traditions qui lui semblent les plus valables. Avec son maître le plus connu, Mouhammad al-Boukhârî, auteur du Sahih éponyme, Mâlik ibn Anas, fondateur de l'une des quatre écoles de jurisprudence sunnites et auteur d'Al-Muwatta, ou encore Ahmad ibn Hanbal, qui, selon la tradition, mémorisa près d'un million de hadiths, il est considéré comme une référence dans le sunnisme en matière de science du hadith.

## Le Sahih Muslim
L’œuvre principale de Muslim est le Sahih Muslim. L'authenticité de ce recueil de hadiths est reconnue et conduit certains à le privilégier au Jâmi’us-Sahih d’Al-Bukhârî. L'auteur précise qu’il a tiré son recueil d’entre 300.000 hadiths en 15 années. Les estimations sur le nombre de hadiths dans ses livres varient de 3033 à 12000, selon que les doublons sont inclus ou non, ou que seul le texte (isnad) l'est. On dit que son Sahih ("authentique") partage environ 2000 hadiths avec le Sahih de Bukhari .
Plusieurs exégèses de ce livre ont été faites dont Ikmâl Al-Mu`lim bi Fawâ’idi Muslim d'Al-Qâdî `Iyâd, Al-Minhâj fî Sharh Sahîh Muslim Ibn Al-Hajjâj d'An-Nawawî, et Ikmâl Al-`Ilm de Muhammad Ibn Khalîfah connu par Al-Ubayy. Les études sur cet ouvrage complémentaire de celui d'Al-Bukhârî sont nombreuses. Il constitue, avec ses 54 chapitres, un ouvrage important au sujet de l'islam originel.

## Héritage
Ishaq Ibn Rahwayh a été le premier à recommander le travail de Muslim. Mais les contemporains d'Ishaq ne l'ont pas accepté : Abu Zur’a al-Razi a objecté que Muslim avait omis trop de documents que lui-même reconnaissait comme authentiques et qu'il incluait aussi des transmetteurs qui étaient faibles. Ibn Abi Hatim a plus tard accepté Muslim comme "digne de confiance" et comme "l'un des maîtres du hadith"; Abu Zur'a en fera un éloge beaucoup plus complet de même qu'Ibn al-Nadim.
Le livre de Muslim a donc progressivement pris de l'importance, de sorte qu'il est considéré parmi les musulmans sunnites comme les collections de hadith les plus authentiques, juste après Sahih Bukhari.

## Ses œuvres
- Al-Kunâ wal-Asmâ’,
- Tabaqât At-Tabi`în,
- Al-Munfaridât wal-Wijdân
- Sahîh Muslim, le célèbre recueil de hadîths authentiques.
- Awlâd As-Sahâbah (Les Fils des Compagnons) (perdu),
- Al-Ikhwah wa Al-Akhawât (les Frères et les Sœurs) (perdu),
- Al-Aqrân (Les Paires) (perdu),
- Awhâm Al-Muhadithîn (les Illusions des Muhaddiths) (perdu),
- Dhikr Awlâd Al-Husayn (Mention des Fils d’Al-Husayn) (perdu),
- Mashâyikh Mâlik (les sheikhs de Mâlik) (perdu),
- Mashâyikh Ath-Thawrî (les sheikhs d’Ath-Thawrî) (perdu),
- Mashâyikh Shu`bah (les sheikhs de Shu`bah) (perdu).

## Les maîtres du savant
- Abd Allah Ibn Maslamah Al-Qa`nabî.
- Ahmad Ibn Hanbal
- Ishâq Ibn Rahaweih, le jurisconsulte et Hafidh.
- Yahyâ Ibn Ma`în, spécialiste des chaînes des témoins rapportant un hadith de Mahomet (isnad).
- Ishâq Ibn Mansûr Al-Kawsaj.
- Abû Bakr Ibn Abî Shaybah.
- Abd Allah Ibn Abd Ar-Rahmân Ad-Dârami.
- Muhammad Ibn Abd Allah Ibn Numayr.
- Abd Ibn Humayd.
- Abû Zur`âh Ar-Râzî, savant du Hadîth de Ra'y.
- Bukhari.